# I Lay Down My Life for You
I Lay Down My Life for You è il quinto album in studio del rapper hip hop sperimentale statunitense JPEGMafia, pubblicato il 1º agosto 2024 dalla AWAL.

## Descrizione

### Premesse
Dopo l'uscita del precedente album in studio collaborativo con Danny Brown Scaring the Hoes a marzo del 2023, JPEGMafia iniziò ad anticipare l'uscita di un prossimo album. Il 4 aprile 2024, il rapper scrisse su X che l'album in studio sarebbe arrivato "molto presto". Il 12 giugno annunciò il Lay Down My Life tour, con partenza il 7 agosto a Pomona, e terminante il 21 settembre a Chicago.
Il 17 giugno, uscì il primo singolo estratto dall'album, ovvero don't rely on other men. Marchiò la prima uscita di contenuto musicale solista dall'uscita degli album LP! e Scaring the Hoes, e dalla precedente collaborazione con il duo hip hop statunitense ¥$ - formato da Kanye West e Ty Dolla Sign - per la produzione dell'album Vultures 1. Il secondo singolo estratto dall'album, ovvero SIN MIEDO, fu pubblicato il 15 luglio.
Il 29 luglio, JPEGMafia annunciò il titolo dell'album: I Lay Down My Life for You. Originariamente, l'artista dichiarò che sarebbe uscito la settimana successiva, per poi essere rilasciato il 1º agosto.

## Tracce
Testi e musiche di Barrington Hendricks, eccetto dove indicato.
1. i scream this in the mirror before i interact with anyone – 1:49
2. SIN MIEDO – 2:47
3. I'll Be Right Here – 2:48
4. it's dark and hell is hot – 2:30 (musica: JPEGMafia, DJ RaMeMes)
5. New Black History (feat. Vince Staples) – 2:17 (testo: Barrington Hendricks, Vince Staples – musica: JPEGMafia, Flume)
6. don't rely on other men (feat. Freaky) – 2:52
7. Vulgar Display of Power – 2:52
8. Exmilitary – 5:01
9. JIHAD JOE – 2:14 (musica: JPEGMafia, Kenny Beats)
10. JPEGULTRA! (feat. Denzel Curry) – 4:52 (Barrington Hendricks, Denzel Curry)
11. either on or off the drugs – 2:21
12. loop it and leave it – 2:01
13. Don't Put Anything on the Bible (feat. Buzzy Lee) – 4:05 (testo: Barrington Hendricks, Robert Hazard)
14. i recovered from this – 2:56

Durata totale: 41:25